# Таксим-Гезі
Парк Такси́м-Гезі́ (тур. Taksim Gezi Parkı; колишня назва — парк Іненю) — міський парк на площі Таксим у районі Бейоглу в центрі Стамбула, один із найменших парків міста. Розбитий на місці османських казарм, у травні-червні 2013 року парк став місцем зіткнень турецької поліції зі стамбульською громадою, яка протестувала проти наміру уряду відновити казарми і вирубати парк, побудувавши на його місці торговий центр.

## Історія
На території, де зараз є парк, у 1806 році були споруджені казарми, відомі під назвою Артилерійських казарм Халіл-паші (тур. Halil Paşa Topçu Kışlası). Будівля була виконана у стилі, який поєднував у собі елементи османської, російської та індійської архітектури. Під час інциденту 31 березня 1909 року казарми сильно постраждали і підлягали ремонту.
З часом внутрішній двір казарм був перебудований і став першим у місті стадіоном. На стадіоні «Таксим» 26 жовтня 1923 турецька збірна з футболу провела свій перший в історії офіційний матч — вона зіграла зі збірною Румунії внічию (2:2).
У 1936 році президент Туреччини Ататюрк запросив французького архітектора і міського дизайнера Анрі Проста (1874—1959) для складання плану розвитку міста. У рамках цього плану у 1940 році, коли міським головою був Лютфі Кирдар, будівлю казарми було знесено.
Згідно з планом Проста, передбачалося створення в центрі міста великого зеленого парку, який розташовувався б на території між районами Таксим, Нішанташі і Оф і доходив б до Босфору. Робота над парком була завершена у 1943 році, коли він був відкритий під назвою Парк Іненю (тур. İnönü Park) на честь другого президента країни Ісмета Іненю (при владі у 1938—1950 рр.). Територія парку з часом зменшилася у зв'язку з будівництвом великих готелів, змінювався і його внутрішній вигляд.

## Протести проти ліквідації парку
У 2013 році уряд країни виступив з ідеєю відновити історичну будівлю казарми і вирубати парк. Це викликало незадоволення місцевої громади і призвело до демонстрацій на території парку, котрі відтак переросли у зіткнення поліції з протестувальниками на площі Таксим, а потім і в інших районах міста і Туреччини взагалі. Зрештою, плани щодо ліквідації парку були скасовані.